# 자이언트나무쥐
자이언트나무쥐(Toromys grandis)는 가시쥐과에 속하는 설치류의 일종이다. 브라질의 토착종으로 아마존강와 그 지류의 강기슭을 따라서 홍수림에서 발견된다. 이전에는 대서양나무쥐속 또는 갑옷나무쥐속에 속하는 종으로 간주하기도 했다. 2005년에 별도의 속의 유일종으로 재분류했다. 이전에는 토로속(Toromys)의 유일종이었지만 현재는 나머지 2종과 함께 토로속을 구성한다.